# Одним днём
«Одним днём» — российский художественный фильм 2023 года, снятый Стасом Ивановым и рассказывающий о возвращении героя в родной город, в котором он встречает дочь своей бывшей возлюбленной.
Премьера фильма состоялась в 2023 году на кинофестивале «Окно в Европу», где фильм завоевал два приза. 9 сентября 2024 года фильм вышел онлайн на платформе «Kion», минуя широкий прокат.

## Создание
Съемки фильма проходили в городе Елец в Липецкой области.
На стадии питчинга проект назывался «Тяжкие внутренние повреждения», затем — «Дембель».

## Сюжет
Семён, мужчина лет сорока, уже двадцать лет живёт в Москве, у него небольшой бизнес по торговле красной икрой, есть жена и маленький сын. Его родной город Буй — в нескольких часах езды на электричках, но Семён бывает там редко: когда-то он не стал возвращаться из армии в Буй, где, среди прочих, ждала его любимая девушка Лена, и с тех пор его не очень тянет на родину. Однако мать сообщает о том, что отец попал в больницу, и Семён едет в Буй навестить родных.
Отец Семёна не мыслит жизни без работы на любимом самосвале «Белаз», хотя врачи советуют ему отдохнуть. Мать просит Семёна починить насос на даче. После этого Семён собирается сесть на электричку обратно в Москву, но начинается череда событий, которая надолго оставит его в городе. Он встречает старого друга Эдика, который ведёт его на день рождения их общей подруги Ирины — теперь мэра города. После гуляния и драки в ресторане Семён неожиданно узнаёт, что его бывшая подруга Лена давно погибла — то ли попала, то ли бросилась под поезд, — и у неё осталась дочь Майя. Семён приходит в квартиру Лены, где обаруживает притон: несколько молодых парней спаивают Майю водкой и потом продают за деньги всем желающим. Сама Майя наутро ничего не помнит и ходит по электричкам с гитарой, собирая деньги за песни. Семён не может уехать, предполагая, что Майя это его дочь. Он остаётся в Буе, выгоняет парней из квартиры Лены и пытается запретить ей выпивать. Позже Эдик говорит Семёну, что Майя не его дочь: её скоро 17 лет, а Семён последний раз видел Лену ровно 20 лет назад. Тем не менее, Семён чувствует, что не может оставить Майю одну. Они пытаются найти на кладбище могилу Лены, но им это не удаётся. Эдик, который оказывается начальником полиции в городе, находит Семёна у Майи и намекает ему, что ему давно пора уехать обратно в Москву. Семён понимает, что Эдик также каким-то образом участвует в судьбе Майи, и что именно после ссоры с ним она начала пить.
Прямо на карьере, куда Семён приходит навестить отца, его отец умирает от сердечного приступа. Семён заходит к Майе, чтобы забрать вещи, но его сильно избивают парни, которых он ранее прогнал. Майя выхаживает Семёна на его даче, а утром Эдик увозит их обоих в отделение полиции, предъявляя Семёну написанное Майей заявление об изнасиловании. В это время охранник обнаруживает, что Майя повесилась в туалете. Эдик делает девушке искусственное дыхание, плачет и кричит. Он рвёт заявление Майи и отправляет Семёна на электричку.
В эпилоге Семён приезжает в Буй на похороны отца, после которых случайно находит могилу Лены. Судьба Майи остаётся непрояснённой.

## В ролях
- Антон Васильев — Семён
- Елизавета Струнина — Майя
- Антон Кузнецов — Эдик
- Ольга Лапшина — Галина, мать Семёна
- Сергей Колесников — Пётр, отец Семёна
- Янина Лакоба — Иринасанна, чиновница, бывшая одноклассница Семёна
- Юлия Башорина — Гаврюша, продавщица, бывшая одноклассница Семёна
- Полина Ястребова — жена Семёна
- Елисей Чучилин — сын Семёна
- Павел Юринов — певец в ресторане
- Виталий Коваленко — фотограф

## Награды
- 2023 — Окно в Европу[3]:
  - особое упоминание жюри с формулировкой «за сближение авторского кино со зрительским»
  - приз кинокритиков «Пять звёзд»

## Отзывы
Фильм получил положительные отзывы критиков. Так, Екатерина Визгалова отметила, что, помимо ярких актёрских работ, в фильме «есть все составляющие хорошего кино: драматизм, болезненные точки, юмор, драйв, блестящая операторская работа». По её мнению, фильм «ломает ожидания, превращаясь из комедии в экзистенциональную драму».
Аналогично, Ная Гусева, оценив фильм на 8 баллов из 10, пишет о том, что в нём «наполовину любовная, наполовину семейная трагедия вдруг предстает драмой одного человека, который очень хочет забыть прошлое, но оно пока не готово кануть в Лету».
Тимур Алиев отметил, что «зажигательный саундтрек», куда вошли, в частности, песни Шуры («Не верь слезам»), DJ Smash («Волна») и «Нотэбёрд» («С пирса»), «довольно органично ложится на происходящее в кадре, то усиливая драматичные повороты, то сглаживая острые углы».